# جونیا هیگاشی
جونیا هیگاشی (انگلیسی: Junya Higashi؛ زادهٔ ۱۳ نوامبر ۱۹۹۷) بازیکن فوتبال اهل ژاپن است.
از باشگاه‌هایی که در آن بازی کرده‌است می‌توان به باشگاه فوتبال ویسل کوبه اشاره کرد.